# Li Ting (sportiv)
Li Ting (n. 1 aprilie 1987, Gveilinz, Republica Populară Chineză) este o săritoare în apă ce a reprezentat Republica Populară Chineză, medaliată olimpică. A participat la o ediție a Jocurilor Olimpice (2004) în care a câștigat o medalie de aur.